# Manuel Diez Canseco y Olazábal
Manuel Francisco Diez Canseco y Olazábal fue un político peruano. 
Nació en Lima, Perú, el 21 de octubre de 1842. Fue hijo del prócer peruano Manuel Diez Canseco Corbacho y de doña Gabina de Olazábal i Abril. 
Fue elegido senador por el departamento de Apurímac en el congreso convocado en Arequipa en 1883 por el presidente Lizardo Montero luego de la derrota peruana en la guerra con Chile. 
Falleció en Moquegua, Perú, en 1926.